# Borgoratti
Borgoratti ([boɾɡoˈratːi] in italiano, [buɾɡuˈrati] in ligure) è un quartiere residenziale di 8 479 abitanti del comune di Genova, compreso nel Municipio IX Levante.
Un tempo frazione del comune di San Martino d'Albaro, nel 1873 venne incorporato con questo e altri cinque comuni della bassa val Bisagno nel comune di Genova, prima espansione di quella che nel 1926 sarebbe divenuta la Grande Genova.
Al quartiere è dedicata la poesia Borgoratti di Giorgio Caproni, compresa nella raccolta Come un'allegoria, pubblicata nel 1936; lo stesso autore ricorda la località tra i molti luoghi di Genova elencati nella lirica Litania, del 1954.

## Geografia fisica

### Territorio

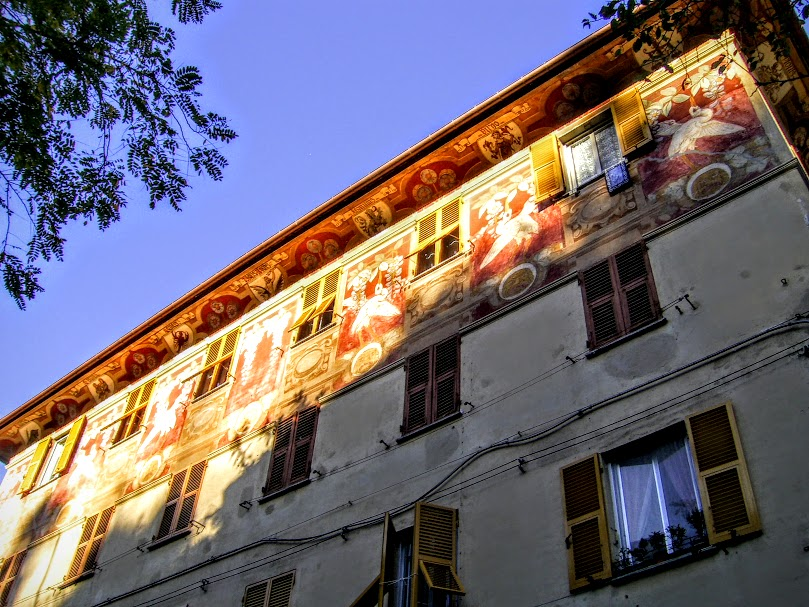
Il "Palazzo delle Oche" in via Tanini

Borgoratti occupa una porzione intermedia della valle del torrente Sturla, compresa tra San Desiderio, a monte, mentre a valle l'asse di corso Europa separa il quartiere da quello di Sturla. L'abitato si sviluppa prevalentemente sul versante destro della valle e comprende anche la località di Cadighiara, antico borgo agricolo sviluppatosi su entrambe le sponde dello Sturla lungo la strada diretta a Bavari.
Il territorio di Borgoratti comprende anche il borgo di Vernazza, che si sviluppa lungo la strada, proveniente dal centro di Genova, che scende dal colle di san Martino e giunge in piazza San Rocco, crocevia tra le diverse strade che collegavano Genova, la Riviera di Levante e l'alta val Bisagno. In origine era un modesto borgo di carattere popolare, con strutture di assistenza ai viandanti; dal 1468 era già attiva e ben radicata sul territorio una confraternita nata per onorare san Rocco denominata "Arciconfraternta S. Rocco di Vernazza Morte e Orazione". Questa antica confraternita è ancora oggi attiva presso la chiesa parrocchiale di San Rocco di Vernazza.
L'apertura di corso Europa stravolse l'antica viabilità, a stento individuabile tra le moderne vie. Attorno alla chiesa di San Rocco sopravvivono alcune piccole case antiche, che creano un singolare contrasto con le costruzioni moderne del recente sviluppo edilizio.

## Origine del nome
Il toponimo Borgoratti deriva dalla famiglia Ratti che aveva molte proprietà in questa zona e alla quale sono legati altri toponimi nei dintorni, tra i quali il monte che domina la valle Sturla, sulla cui cima sorge il forte Monteratti.
Cadighiara, posto nei pressi del torrente Sturla, deve invece il nome al fatto di avere le sue case "sulla ghiaia" (il greto del torrente). Motivo di questa collocazione era la presenza di mulini che sfruttavano le acque del torrente ma si trattava anche di un borgo a servizio dei viaggiatori sul guado della strada che portava a Bavari (la moderna carrozzabile si sviluppa invece interamente sul versante destro della valle senza attraversare il torrente) e costituiva un tempo un importante collegamento tra il levante genovese e la val Bisagno.

## Storia

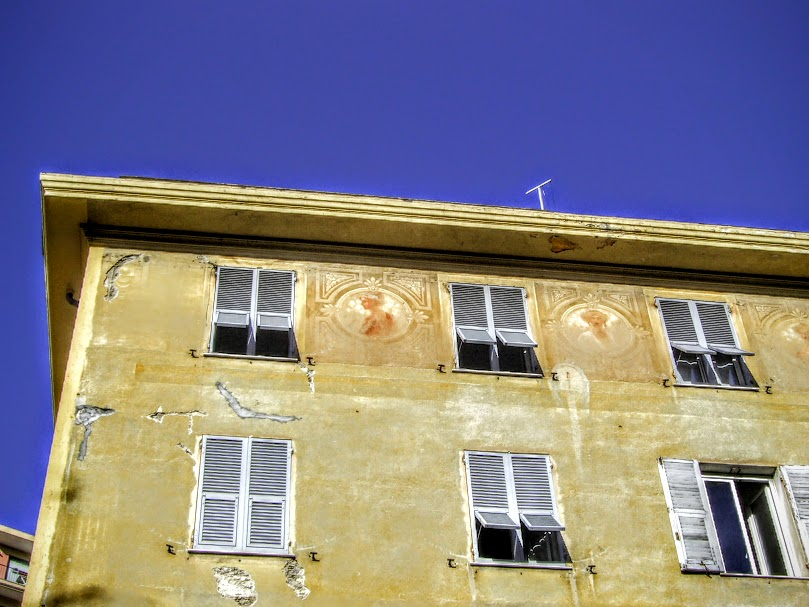
Particolare di edificio affrescato alla genovese in via Posalunga

Borgoratti, antico borgo rurale legato alla presenza della famiglia Ratti, nacque come centro di via sul cosiddetto "cammin lungo", come era chiamata la strada per Bavari e la val Bisagno, in contrapposizione al "cammin corto", più breve ma assai più faticoso, attraverso il colle di Santa Tecla e i Camaldoli.
Amministrato dalla Repubblica di Genova, dapprima nella podesteria del Bisagno e poi nel successivo capitaneato (1606), con gli avvenimenti napoleonici di fine Settecento e la conseguente caduta della repubblica genovese in favore della Repubblica Ligure, Borgoratti fu inglobato nel comune di San Martino d'Albaro, compreso nel dipartimento del Bisagno (1797). Con l'annessione della Liguria al Primo Impero francese, dal 13 giugno 1805 al 1814 fu inserito nel Dipartimento di Genova.
Alla caduta di Napoleone Bonaparte il Congresso di Vienna del 1814 incorporò il territorio ligure nel Regno di Sardegna e dal 1861 fu parte integrante del neo costituito Regno d'Italia. Dal 1874 Borgoratti fa parte del comune di Genova.
I sei comuni accorpati il 1º gennaio 1874 conservarono fino al 1969 i loro confini storici, Borgoratti pertanto rimase compreso nel territorio della "frazione suburbana" di San Martino d'Albaro.
Nel 1969, con l'istituzione delle circoscrizioni comunali, viene creata la circoscrizione Valle Sturla con l'accorpamento di zone storiche già comprese negli ex comuni di Apparizione, Bavari, San Martino e Quarto dei Mille, tra cui Borgoratti.
Nella ripartizione amministrativa del comune di Genova in vigore dal 2005 è un'unità urbanistica del Municipio IX Levante e confina con i quartieri di San Desiderio, Apparizione, San Martino e Sturla.
Il quartiere nel Novecento è stato investito da una tumultuosa espansione urbanistica che ha in gran parte cancellato le tracce viarie e gli edifici più antichi, anche se è ancora possibile intuire tra le moderne costruzioni la struttura dell'antico borgo rurale, che conserva a testimonianza del passato alcuni antichi toponimi viari.

## Monumenti e luoghi d'interesse

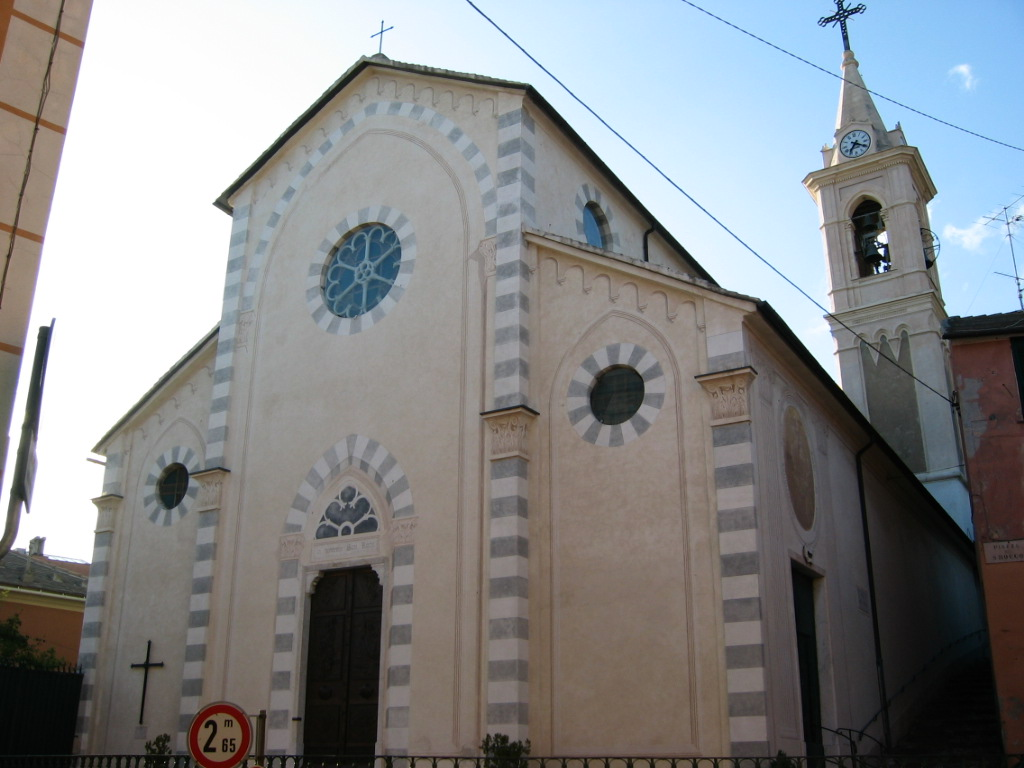
La chiesa parrocchiale di San Rocco di Vernazza

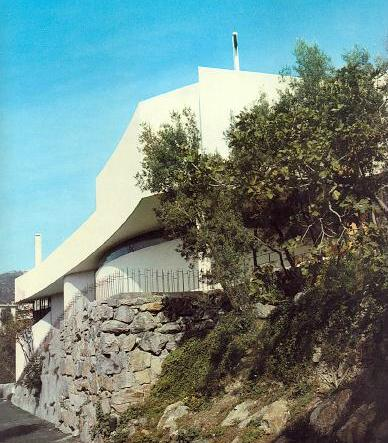
La chiesa parrocchiale del Tabernacolo

### Architetture religiose
- La chiesa parrocchiale di San Rocco di Vernazza. Nel borgo di Vernazza in precedenza esisteva una cappella privata appartenuta prima ai Fieschi e poi ai Lomellini. Una nuova cappella, dipendente dalla pieve di San Martino d'Albaro, fu edificata a partire dal 1468 come sede dell'Arciconfraternita San Rocco di Vernazza Morte e Orazione su un terreno donato dal patrizio genovese Agostino Salvago, al crocevia tra la strada per la riviera di Levante e quella per San Desiderio e Bavari attraverso la valle Sturla. Nel 1897 i confratelli della Casaccia di San Rocco di Vernazza donarono il loro oratorio per dare vita ad una nuova parrocchia autonoma; nel 1916 la chiesa presentava seri problemi di stabilità, minacciando di crollare e fu radicalmente ristrutturata nel 1923 dall'architetto Lorenzo Basso,(1880-1940),[8] che la trasformò in stile neogotico.[5]
- Chiesa della Risurrezione di Nostro Signore Gesù Cristo, costruita nel 1976 (la parrocchia omonima era stata istituita in una sede provvisoria già nel 1959 per far fronte all'incremento di popolazione del quartiere).
- Chiesa parrocchiale del Tabernacolo. Eretta in vicaria autonoma il 25 maggio 1967, fu creata parrocchia il 16 ottobre 1977. La cerimonia della posa della prima pietra si svolse il 20 ottobre 1979 e il progetto di edificazione fu curato dagli architetti Costantino Ruggeri (nonché frate francescano di Pavia), Luigi Leoni e dagli ingegneri Sergio Arnaù e Paolo Avanzino. Terminata nel 1982, il 5 giugno fu consacrata dall'allora arcivescovo di Genova, il cardinale Giuseppe Siri.